# Chiesa di San Pietro (Sant'Amato)
La chiesa di San Pietro si trova nella frazione di Sant'Amato nel comune di Vinci, in provincia di Firenze.

## Storia e descrizione
Fondata nel XII secolo, è citata nel 1277 come appartenente alla diocesi di Pistoia.
Consiste in una semplice aula absidata coperta da capriate lignee. Nella facciata a capanna, frutto di un ripristino neomedievale, sono riprodotti i caratteri del romanico pistoiese: il portale ha un architrave sorretto da mensole concave ed è coronato da un archivolto dalla ghiera bicroma contenente un rilievo in terracotta con Cristo fra gli angeli di A. Romagnoli (1969); sopra la porta si apre una bifora con capitello classicheggiante e sottarchi bicromi. Conclude il fronte una semplice cornice sorretta da mensole modanate. Il fianco settentrionale, in conci di arenaria, è in gran parte originale. All'interno, la decorazione è ispirata a un gusto neomedievale.